# 贝埃
贝埃（義大利語：Bee），是意大利韦尔巴诺-库西亚-奥索拉省的一个市镇。总面积3平方公里，人口748人，人口密度249.3人/平方公里（2009年）。ISTAT代码为103009。